# Uwe Christian Dech
Uwe Christian Dech (* 20. November 1959 in Nürnberg) ist ein deutscher Psychotherapeut, Autor und Komponist.

## Werdegang
Uwe Christian Dech ist Urenkel des Missionars und Völkerkundlers Stephan Lehner. Nach dem Abitur an der Karl-Rehbein-Schule in Hanau 1979 studierte Dech an der Philipps-Universität Marburg Pädagogik, Soziologie, Psychologie und Religionswissenschaft. 1996 promovierte er an der Universität Hannover zu dem Thema „Übergangsphänomene in ausgewählten Methoden der Modernen Körperarbeit“. Danach entwickelte Dech das Konzept „Übergangskreis“ als ein integratives Konzept der Körperpsychotherapie. In der Folge wandte er das Konzept in der Museumspädagogik (2003, 2004), in der Medienwissenschaft (2011) und abschließend für das Argumentieren in Debattierclubs deutschsprachiger Universitäten (2025) an.
Seit 2010 arbeitet er an einem musikalischen Kompositionsprojekt zu Ehren des Marburger Schlossbereichs mit 315 Studien für Gitarre. Gegenwärtig sind von ihm 26 CDs veröffentlicht.
Dech war in eigener Praxis als Körper- und Psychotherapeut in Gießen tätig.